# Yaran (Lanfièra)
Pour les articles homonymes, voir Yaran.
Yaran est une commune située dans le département de Lanfièra de la province du Sourou au Burkina Faso.